# 小胸鳍蛇鲻
小胸鳍蛇鲻（学名：Saurida macropectoralis）为狗母鱼科蛇鲻属的鱼类。分布于泰国湾、菲律宾以及南海等海域，多见于热带海洋30米之内生活。该物种的模式产地在泰国湾。